# Типография Мамоничей

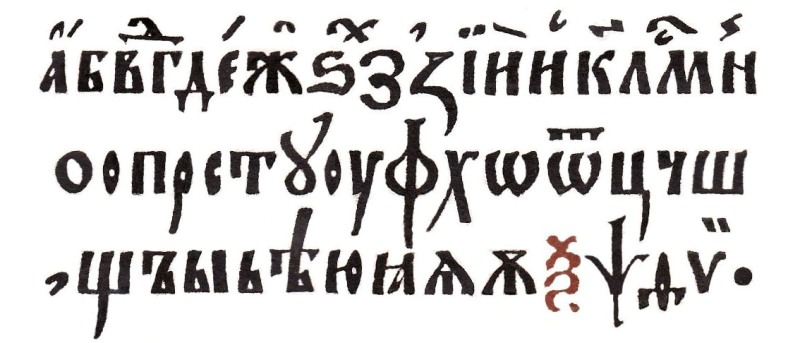
Шрифт типографии Мамоничей

Типография Мамоничей — типография, основанная в 1574 году в Вильне Петром Мстиславцем на средства купцов Мамоничей. Выпускала в том числе сборники законодательных актов: «Литовский Статут», «Трибунал обывателям Великого княжества Литовского», конституции вальных сеймов.

## Начало работы

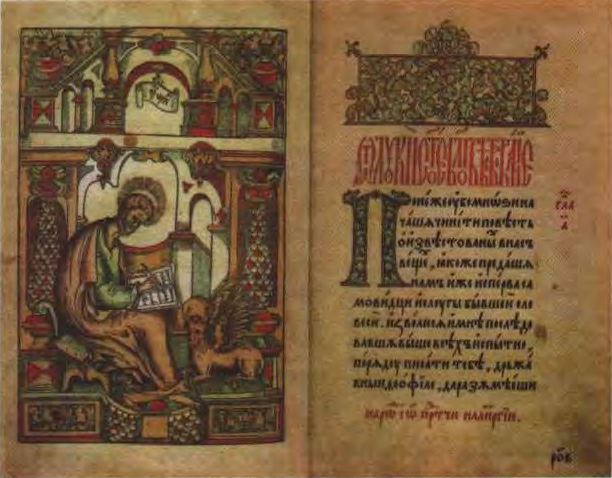
Евангелие. 1575 год.

Типография основана в мае 1574 года в доме Мамоничей и на их деньги. Также материальную помощь Мстиславцу оказывали активные сторонники православия братья Зарецкие. Имущество Мстиславца в типографии не использовалось.
В 1575 году вышла в свет первая книга — литургическое «Евангелие Напрестольное», написанное на церковнославянском языке. В 1576 году были изданы «Часовник» и «Псалтырь». Издания были богато оформлены, напечатаны на хорошей бумаге, крупным шрифтом, с орнаментом и гравюрами, украшены ягодами, лопнувшими гранатовыми яблоками, шишками, извивающимися стеблями.
После того, как в 1576 году королём стал ярый католик и покровитель иезуитов Стефан Баторий, сотрудничество между Мстиславцем и Мамоничами было прекращено. Пётр Мстиславец обратился в суд: ему было присуждено все типографское оборудование и 30 коп грошей, а Кузьме Мамоничу — изданные книги. Постановление суда так и не было выполнено и в 1577 году суд повторил решение, да ещё и назначил штраф. Типография была опечатана и не работала.

## После Мстиславца

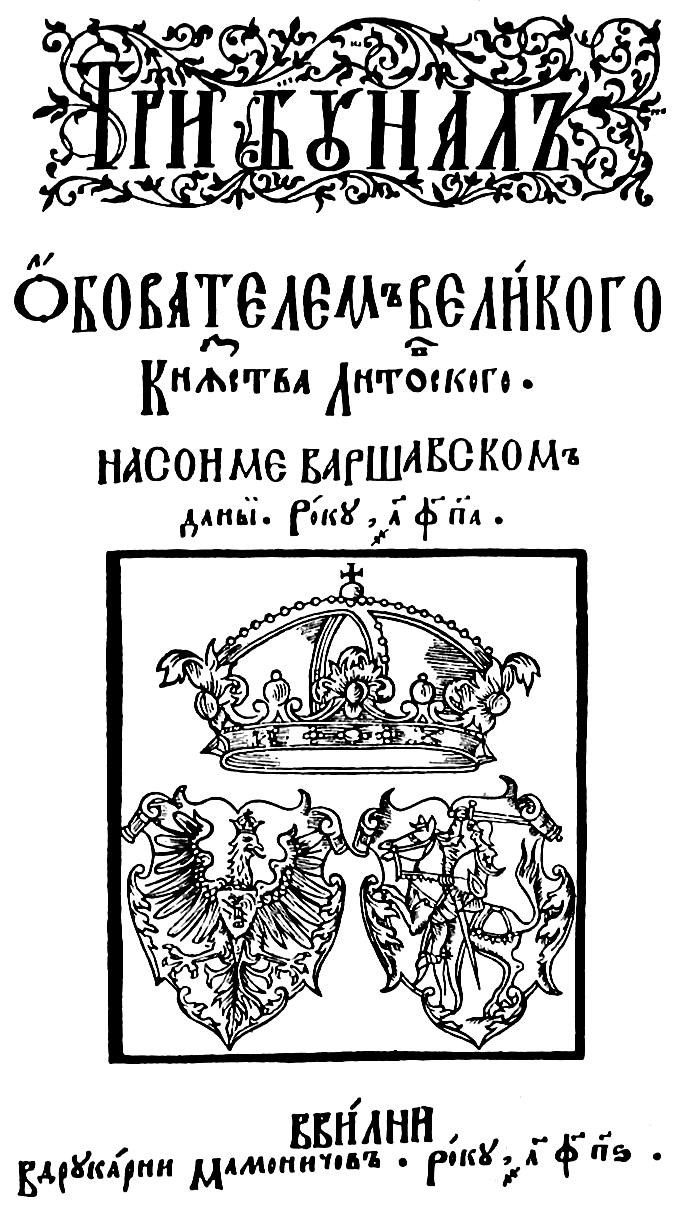
«Трибунал обывателям Великого княжества Литовского» (1586)

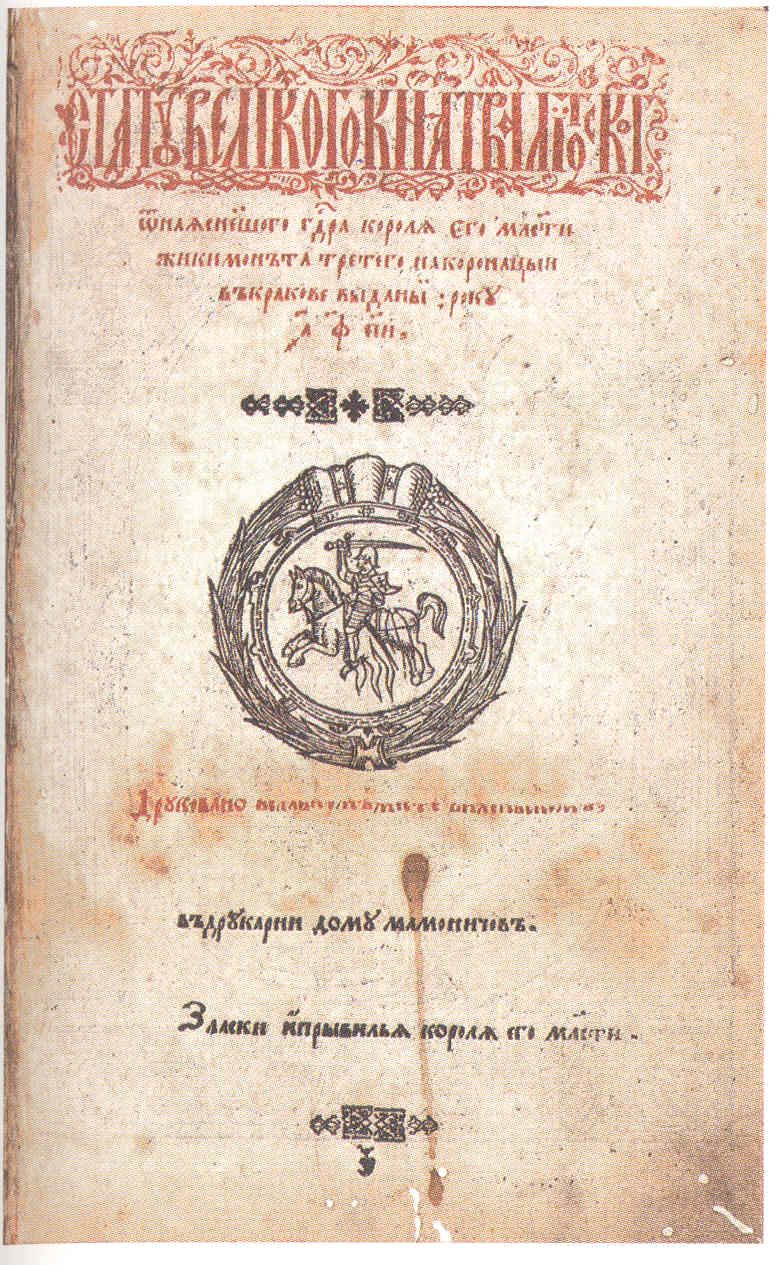
Статут ВКЛ 1588 года

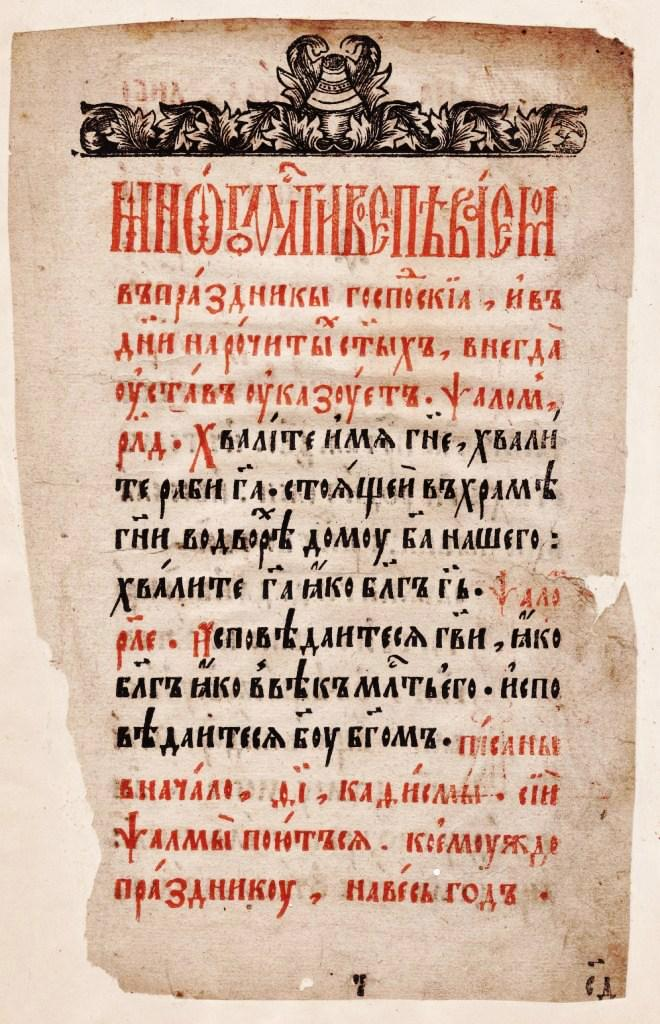
Псалом 134 в Псалтыри (ок. 1600). Лист 204

В 1583 году деятельность типографии была возобновлена под руководством Кузьмы Мамонича, его брата Луки и сына Кузьмы Льва (Леона Кузьмича). Скорее всего, с ними сотрудничал виленский типограф Василий Гарабурда, издавший в 1582 году «Октоих». У Мамоничей была собственная «бумажная мельница» в местечке Повильно близ Вильно.
На Будятычском Евангелии, напечатанном в типографии, имеется вкладная запись 1564 года; Евангелие это описано у Каратаева, № 66.
13 марта 1586 года король Стефан Баторий выдал Мамоничам привилей, позволявший печатать и продавать славянские книги (подтверждён 16 апреля 1590 года). Для издания Литовского Статута братьями была куплена Львовская типография Ивана Фёдорова. Из типографии Мамоничей вышел целый ряд книг, практически полностью внешне копировавший аналогичные издания Ивана Фёдорова, к числу которых возможно отнести такие книги, как «Псалтырь с Часословцем» (10.02.1586), «Евангелие Учительное» (1595 и второе аналогичное, но, в действительности выпущенное позднее издание), «Азбука» (после 1595), «Библия» (т. н. «Виленские листки», после 1595), «Апостол» (после 1595) и другие.
До подписания Берестейской церковной унии 1596 года типография в основном обслуживала нужды православных: братств, братских школ, церквей, простых горожан. Выпускались богословские и литургические издания, книги для чтения, публицистические произведения, учебники, сборники законодательных актов, издания правового характера, конституции «вальных» сеймов, полемические произведения Ипатия Поцея.
С XVII века типография печатала исключительно для униатов. Делами распоряжался Леон Кузьмич Мамонич, имя которого в выходный данных изданий появляется в 1609 году. Практически отсутствие книг для православных свидетельствует об отстранении Кузьмы и Луки Мамоничей от дел и переходе управления типографией в руки Леона Кузьмича. После смерти Кузьмы 16 июля 1607 года Леон унаследовал типографию.
Все издания отличались хорошим художественным оформлением. Печатником и гравёром учеником Ивана Фёдоровича Гринем Ивановичем для типографии были сделаны курсивные шрифты, использовались светские гравюры. Материалы типографии частично перешли в собственность Виленской Троицкой типографии.

## Издания

### Петра Мстиславца
- «Часовник» (1574 — около 1576)
- «Евангелие» (1575)
- «Псалтырь» (1576)

### Мамоничей
- «Служебник» (1583)[4]
- «Сборник» (1585)[5]
- «Псалтырь с Часословцем» (1586)[6]
- «Грамматика славянская» (1586)[7]
- «Диалектика» (ок. 1586)
- «Трибунал обывателям Великого княжества Литовского» (1586)
- «Статут ВКЛ» (1588)[8]
- «Апостол» (1591, 1592, 1595)[9]
- «Псалтырь» (1592)[10]
- Никон от Чёрной горы. «Пандекты» (ок. 1592)[11]
- «Псалтырь с восследованием» 1591—1592, 1593)[12]
- «Евангелие учительное» (1595)[13]
- «Букварь» (1590-е, 1618, 1621)
- «Псалтырь» (ок. 1600)[14]
- «Евангелие напрестольное» (1600)[15]
- «Молитвы повседневные» (1601)
- «Апология флорентийского собора» (1604)
- Иосиф Рутский «Тезисы» (1608)
- «Гармония… восточной церкви с костелом римским» (около 1608)
- «Триодь цветная» (1609)[16]
- «Триодь постная без выхода» (около 1609)[17]

К 1623 году издано около 85 изданий (115 по другим данным) на церковнославянском, западнорусском, латинском и польском языках.